# Nazionale maschile di calcio delle Bahamas
La nazionale di calcio delle Bahamas è la rappresentativa nazionale calcistica delle omonime isole caraibiche, posta sotto l'egida della Bahamas Football Association ed affiliata alla CONCACAF.
Nel ranking FIFA la squadra ha raggiunto come massimo piazzamento il 138º posto nel settembre 2006. Occupa la 205ª posizione, precedendo soltanto cinque squadre.

## Partecipazioni ai tornei internazionali
Legenda: Grassetto: Risultato migliore, Corsivo: Mancate partecipazioni

### Campionato CONCACAF
La nazionale bahamense non ha mai disputato il Campionato CONCACAF, l'antenato della Gold Cup svoltosi dal 1963 al 1989: affiliata alla confederazione continentale dal 1973, non ha mai partecipato alle qualificazioni.

### Coppa dei Caraibi
I Baha Boyz non si sono mai qualificati alla fase finale della Coppa dei Caraibi.

## Statistiche dettagliate sui tornei internazionali

### Mondiali
| Anno | Luogo                          | Piazzamento                        | V | N | P | Gol |
| ---- | ------------------------------ | ---------------------------------- | - | - | - | --- |
| 1974 | Germania Ovest                 | Non partecipante                   | - | - | - | -   |
| 1978 | Argentina                      | Non partecipante                   | - | - | - | -   |
| 1982 | Spagna                         | Non partecipante                   | - | - | - | -   |
| 1986 | Messico                        | Non partecipante                   | - | - | - | -   |
| 1990 | Italia                         | Non partecipante                   | - | - | - | -   |
| 1994 | Stati Uniti                    | Non partecipante                   | - | - | - | -   |
| 1998 | Francia                        | Non partecipante                   | - | - | - | -   |
| 2002 | Giappone / Corea del Sud       | Non qualificata                    | - | - | - | -   |
| 2006 | Germania                       | Non qualificata                    | - | - | - | -   |
| 2010 | Sudafrica                      | Non qualificata                    | - | - | - | -   |
| 2014 | Brasile                        | Ritirata durante le qualificazioni | - | - | - | -   |
| 2018 | Russia                         | Non qualificata                    | - | - | - | -   |
| 2022 | Qatar                          | Non qualificata                    | - | - | - | -   |
| 2026 | Canada / Stati Uniti / Messico | Non qualificata                    | - | - | - | -   |

### Campionato CONCACAF/Gold Cup
| Anno | Luogo                               | Piazzamento                         | V | N | P | Gol |
| ---- | ----------------------------------- | ----------------------------------- | - | - | - | --- |
| 1971 | Trinidad e Tobago                   | Non iscritta alla CONCACAF          | - | - | - | -   |
| 1973 | Haiti                               | Non iscritta alla CONCACAF          | - | - | - | -   |
| 1977 | Messico                             | Non partecipante                    | - | - | - | -   |
| 1981 | Honduras                            | Non partecipante                    | - | - | - | -   |
| 1985 | Itinerante                          | Non partecipante                    | - | - | - | -   |
| 1989 | Itinerante                          | Non partecipante                    | - | - | - | -   |
| 1991 | Stati Uniti                         | Non partecipante                    | - | - | - | -   |
| 1993 | Stati Uniti / Messico               | Non partecipante                    | - | - | - | -   |
| 1996 | Stati Uniti                         | Non partecipante                    | - | - | - | -   |
| 1998 | Stati Uniti                         | Non partecipante                    | - | - | - | -   |
| 2000 | Stati Uniti                         | Non qualificata                     | - | - | - | -   |
| 2002 | Stati Uniti                         | Ritirata prima delle qualificazioni | - | - | - | -   |
| 2003 | Stati Uniti / Messico               | Non partecipante                    | - | - | - | -   |
| 2005 | Stati Uniti                         | Ritirata prima delle qualificazioni | - | - | - | -   |
| 2007 | Stati Uniti                         | Non qualificata                     | - | - | - | -   |
| 2009 | Stati Uniti                         | Non partecipante                    | - | - | - | -   |
| 2011 | Stati Uniti                         | Non partecipante                    | - | - | - | -   |
| 2013 | Stati Uniti                         | Non partecipante                    | - | - | - | -   |
| 2015 | Stati Uniti / Canada                | Non partecipante                    | - | - | - | -   |
| 2017 | Stati Uniti                         | Non partecipante                    | - | - | - | -   |
| 2019 | Stati Uniti / Costa Rica / Giamaica | Non qualificata                     | - | - | - | -   |
| 2021 | Stati Uniti                         | Non qualificata                     | - | - | - | -   |
| 2023 | Stati Uniti / Canada                | Non qualificata                     | - | - | - | -   |
| 2025 | Stati Uniti / Canada                | Non qualificata                     | - | - | - | -   |

### Olimpiadi
Si veda la pagina della nazionale olimpica.

### Confederations Cup
| Anno | Luogo                    | Piazzamento     | V | N | P | Gol |
| ---- | ------------------------ | --------------- | - | - | - | --- |
| 1992 | Arabia Saudita           | Non invitata    | - | - | - | -   |
| 1995 | Arabia Saudita           | Non invitata    | - | - | - | -   |
| 1997 | Arabia Saudita           | Non qualificata | - | - | - | -   |
| 1999 | Messico                  | Non qualificata | - | - | - | -   |
| 2001 | Corea del Sud / Giappone | Non qualificata | - | - | - | -   |
| 2003 | Francia                  | Non qualificata | - | - | - | -   |
| 2005 | Germania                 | Non qualificata | - | - | - | -   |
| 2009 | Sudafrica                | Non qualificata | - | - | - | -   |
| 2013 | Brasile                  | Non qualificata | - | - | - | -   |
| 2017 | Russia                   | Non qualificata | - | - | - | -   |

### Coppa dei Caraibi
| Anno | Luogo                                   | Piazzamento                         | V | N | P | Gol |
| ---- | --------------------------------------- | ----------------------------------- | - | - | - | --- |
| 1978 | Trinidad e Tobago                       | Non partecipante                    | - | - | - | -   |
| 1979 | Suriname                                | Non partecipante                    | - | - | - | -   |
| 1981 | Porto Rico                              | Non partecipante                    | - | - | - | -   |
| 1983 | Guyana francese                         | Non partecipante                    | - | - | - | -   |
| 1985 | Barbados                                | Non partecipante                    | - | - | - | -   |
| 1988 | Martinica                               | Non partecipante                    | - | - | - | -   |
| 1989 | Barbados                                | Non partecipante                    | - | - | - | -   |
| 1990 | Trinidad e Tobago                       | Non partecipante                    | - | - | - | -   |
| 1991 | Giamaica                                | Non partecipante                    | - | - | - | -   |
| 1992 | Trinidad e Tobago                       | Non partecipante                    | - | - | - | -   |
| 1993 | Giamaica                                | Non partecipante                    | - | - | - | -   |
| 1994 | Trinidad e Tobago                       | Non partecipante                    | - | - | - | -   |
| 1995 | Isole Cayman / Giamaica                 | Non partecipante                    | - | - | - | -   |
| 1996 | Trinidad e Tobago                       | Non partecipante                    | - | - | - | -   |
| 1997 | Antigua e Barbuda / Saint Kitts e Nevis | Non partecipante                    | - | - | - | -   |
| 1998 | Giamaica / Trinidad e Tobago            | Non partecipante                    | - | - | - | -   |
| 1999 | Trinidad e Tobago                       | Non qualificata                     | - | - | - | -   |
| 2001 | Trinidad e Tobago                       | Ritirata prima delle qualificazioni | - | - | - | -   |
| 2005 | Barbados                                | Ritirata prima delle qualificazioni | - | - | - | -   |
| 2007 | Trinidad e Tobago                       | Non qualificata                     | - | - | - | -   |
| 2008 | Giamaica                                | Non partecipante                    | - | - | - | -   |
| 2010 | Martinica                               | Non partecipante                    | - | - | - | -   |
| 2012 | Antigua e Barbuda                       | Non partecipante                    | - | - | - | -   |
| 2014 | Giamaica                                | Non partecipante                    | - | - | - | -   |
| 2017 | Martinica                               | Non partecipante                    | - | - | - | -   |

## Allenatori
| Nome              | Periodo   |
| ----------------- | --------- |
| Randy Rogers      | 1987      |
| Peter Wilson      | 1998-1999 |
| Gary White        | 1999-2006 |
| Neider dos Santos | 2006-2010 |
| Paul James        | 2011      |
| Kevin Davies      | 2011-2014 |
| Dion Godet        | 2015-2018 |
| Nesley Jean       | 2019-     |

## Rosa attuale
Lista dei giocatori convocati per le partite valevoli per le qualificazioni ai mondiali 2022.
Statistiche aggiornate al 3 giugno 2021.
| 1  | P | Ian Lowe        | 29 agosto 2002   | 4  | 0  | Dynamos            |  |  |
| 18 | P | Michael Butler  | 2 marzo 1999     | 3  | 0  | UB Mingoes         |  |  |
|    |   |                 |                  |    |    |                    |  |  |
| 2  | D | Cameron Kemp    |                  | 1  | 0  |                    |  |  |
| 4  | D | Troy Pinder     | 30 ottobre 1997  | 10 | 0  | Western Warriors   |  |  |
| 5  | D | Dylan Pritchard | 1º novembre 1993 | 5  | 0  |                    |  |  |
| 6  | D | Marc Ville      |                  | 0  | 0  |                    |  |  |
| 8  | D | Jaelin Williams | 29 novembre 1997 | 2  | 0  | Lassen Cougars     |  |  |
| 13 | D | Logan Russell   | 26 ottobre 1999  | 7  | 0  |                    |  |  |
| 14 | D | Kenaz Swain     | 16 aprile 2005   | 1  | 0  | Western Warriors   |  |  |
|    |   |                 |                  |    |    |                    |  |  |
| 3  | C | Alex Thompson   | 21 febbraio 1990 | 3  | 0  | Western Warriors   |  |  |
| 7  | C | Terry Delancy   | 28 febbraio 1994 | 16 | 4  | Cavalier           |  |  |
| 11 | C | Marcel Joseph   | 30 marzo 1997    | 9  | 1  | Side FC 92         |  |  |
| 15 | C | Nathan Wells    | 7 ottobre 2000   | 4  | 0  | Western Warriors   |  |  |
| 17 | C | Valentino Hanna |                  | 0  | 0  |                    |  |  |
| 21 | C | Nicolas Lopez   | 8 marzo 2003     | 2  | 0  |                    |  |  |
| 22 | C | Jean Francois   | 13 dicembre 1991 | 8  | 0  | Western Warriors   |  |  |
|    |   |                 |                  |    |    |                    |  |  |
| 9  | A | Quinton Carey   | 26 novembre 1996 | 4  | 2  |                    |  |  |
| 16 | A | Ethan Willie    | 21 febbraio 1999 | 2  | 0  | Western Warriors   |  |  |
| 19 | A | Roen Davis      | 21 aprile 2004   | 1  | 0  |                    |  |  |
| 10 | A | Lesly St. Fleur | 21 marzo 1989    | 22 | 10 | Montego Bay United |  |  |
| 20 | A | Peter Julmis    | 28 maggio 2001   | 2  | 0  | Dynamos            |  |  |

## Qualificazioni Mondiali 2010

### Calendario e risultati
| Arbitro: | Roberto Moreno |

|                      |           |                   |
| Lesly St. Fleur 47'’ | Marcatori | 68'’ Rohan Lennon |

| Arbitro: | Felix Mercedes Suazo |

|                                    |           |                                          |
| Avondale Williams 72'’ 90'’ (rig.) | Marcatori | 41'’ Michael Bethel 57'’ Demont Mitchell |

| Arbitro: | Mauricio Navarro |

| |           |  |
| Ricardo Gardner 17'’ Demar Phillips 23'’ Marlon King 34'’ Luton Shelton 51'’ 66'’ Ian Goodison 75'’ Omar Daley 89'’ | Marcatori |  |

| Greenfield-Trelawny 18 giugno 2008, ore 16:00                                                                    | Bahamas   | 0 – 6 referto                                                                  | Giamaica | Trelawny Multi-Purpose Stadium (10500 spett.) |
| \| \| \| \| \| \| Marcatori \| 29'’ 55'’ Deon Burton 35'’ 37'’ (rig.) 42'’ Luton Shelton 39'’ Tyrone Marshall \| |           |                                                                                |          |                                               |
| |           |                                                                                |          |                                               |
| | Marcatori | 29'’ 55'’ Deon Burton 35'’ 37'’ (rig.) 42'’ Luton Shelton 39'’ Tyrone Marshall |          |                                               |